# Theodora wird wild
Theodora wird wild (Originaltitel: Theodora Goes Wild) ist eine US-amerikanische Screwball-Comedy mit Irene Dunne unter der Regie von Richard Boleslawski aus dem Jahr 1936. Irene Dunne erhielt für ihre Darstellung eine Oscarnominierung als beste Darstellerin.

## Handlung
Die Geschichte beginnt mit der Veröffentlichung von Auszügen aus dem pikanten Roman „The Sinner“ der Autorin Caroline Adams im „Lynnfield Bugl“, der lokalen Zeitung in der gleichnamigen Kleinstadt in Connecticut. In der Erzählung wird schonungslos die Doppelmoral und Heuchelei in einer Kleinstadt in Neuengland aufgedeckt und nicht mit skandalösen Enthüllungen und Liebesaffären gespart. Der Chefredakteur Jed Waterbury steht unter massiver Kritik der örtlichen Frauenverbände unter der Führung der resoluten Schwestern Mary und Elsie Lynn. Die beiden alten Jungfern leben mit ihrer Nichte Theodora zusammen, die im Hauptberuf Lehrerin an der Sonntagsschule und Organistin der örtlichen Kirche ist. Gleichzeitig hat Theodora allerdings ein Geheimnis: Sie ist in Wirklichkeit Caroline Adams und damit Autorin des Skandalbuchs. Während sich die örtlichen Puritaner sehr über das Buch aufregen, wird aus „The Sinner“ ein landesweiter Bestseller, der die Listen der meistverkauften Bücher anführt.
Theodora fährt unterdessen nach New York, um ihren Verleger Arthur Stevenson zu treffen. Stevenson ist aufgeregt, endlich die Autorin dieses literarischen Skandals persönlich zu treffen. Nach der anfänglichen Überraschung, statt eines Vamps, der aus dem Nähkästchen plaudert, eine junge Frau aus guten Verhältnissen zu treffen, will Stevenson Theodora überreden, der Öffentlichkeit ihre wahre Identität zu enthüllen. Die weigert sich jedoch standhaft, da ihr guter Ruf in Lynnfield sonst für immer dahin sei.
Später am Abend begleitet Theodora Arthur zu einem eleganten Essen, betrinkt sich sinnlos und gerät in eine kompromittierende Situation mit Michael Grant, der sich in sie verliebt. Erschrocken über ihr eigenes Verhalten kehrt Theodora Hals über Kopf zurück nach Lynnfield. Michael folgt ihr und nimmt unter falschem Namen eine Stellung als Gärtner bei den Lynns an. Ihre Romanze verkompliziert sich, als Michael gesteht, verheiratet zu sein, aber aus Rücksicht auf seine Familie erst in einigen Jahren die Scheidung einreichen zu können. Theodora ist entschlossen, den Dingen die entscheidende Wendung zu geben und zwingt ihren Verleger, die wahre Identität von Caroline Adams zu enthüllen. In Lynnfield ist jedermann entsetzt über den Coup. Die Geschichte nimmt weitere Wendungen, so dass Michaels Frau die Scheidung einreicht und Theodora mit einem Baby im Arm als ledige Mutter posiert. Das Kind gehört jedoch in Wirklichkeit zu ihrer heimlich verheirateten Freundin, was jedoch niemand weiß. Michael, der ebenfalls denkt, es sei sein Kind, beschließt, Theodora zu heiraten, die schließlich die ganze Geschichte aufklärt.

## Hintergrund
Irene Dunne war Mitte der 1930er dank zahlreicher Auftritte in tränenreichen Melodramen wie No Other Woman oder The Secret of Madame Blanche und opulenter Musicals ein hochbezahlter Filmstar. So zahlte ihr Universal 1936 eine Gage von $100.000 für die Mitwirkung in Show Boat. Die Schauspielerin hatte nach dem Auslaufen ihres Vertrages mit RKO beschlossen, künftig ohne feste Studiobindung nur noch nicht-exklusive Verträge abzuschließen. Diese free-lancing genannte Methode wurde ebenfalls erfolgreich von anderen Stars wie Cary Grant, Barbara Stanwyck und Carole Lombard verfolgt. Dunne unterschrieb daher unter anderem im Juni 1935 bei Columbia Pictures, deren autokratischer Studiochef Harry Cohn der Schauspielerin eine für ihn untypische persönliche Achtung entgegenbrachte. Das hinderte ihn nicht, als erstes Engagement eine Komödie für Dunne auszuwählen. Der Star war von der Idee überhaupt nicht angetan. In einem späteren Interview erinnerte sich Dunne:

„Ich hatte bislang noch nie Komödie gespielt. Ich hatte in ernsten Filmen wie „Back Street“,  mitgewirkt und dann sollte ich dieses überdrehte junge Ding aus einer Kleinstadt spielen. Ich mochte den Part überhaupt nicht.“

Die Schauspielerin brach zu einem sechswöchigen Aufenthalt in Europa auf, doch die Hoffnung, nach ihrer Rückkehr ein anderes Drehbuchangebot vorzufinden, zerschlug sich. Vor die Wahl gestellt, entweder suspendiert zu werden oder das Drehbuch für Theodora wird wild zu akzeptieren, nahm Dunne schließlich an. Zu ihren Bedenken trug auch die Wahl des Regisseurs bei. Richard Boleslawski war bislang mit schweren Dramen wie Rasputin and the Empress von 1932, Der bunte Schleier mit Greta Garbo aus dem Jahr 1934 sowie der Adaption von Les Misérables hervorgetreten. Cohn gestand der Schauspielerin schließlich das Recht zu, Boleslawski nach einer Wochen austauschen zu lassen, wenn sie mit seiner Regie unzufrieden sei. Am Ende kamen Star und Regisseur miteinander aus, wenn auch Melvyn Douglas später angab, Boleslawski sei während der gesamten Dreharbeiten bereits schwer krank gewesen. Gut ein Jahr später verstarb der Regisseur im Alter von nur 48 Jahren mitten während der Arbeiten zu The Last of Mrs. Cheyney mit Joan Crawford.
Für Irene Dunne war der Erfolg von Theodora Goes Wild, für den sie eine Gage von $ 40.000 plus Gewinnbeteiligung erhalten hatte, ein Wendepunkt ihrer Karriere. Sie erhielt nicht nur ihre zweite Nominierung für den Oscar als Beste Darstellerin, sondern etablierte sich auch als begabte Komödiantin. Unter den teilweise ausgefallenen Kostümen, die Dunne während der Handlung trägt, setzte ein Mantel aus Affenfell einen Trend, der sich bis Anfang der 1940er in der Mode hielt.
Die Ausgangssituation des Films weist eine bemerkenswerte Parallele zu den Ereignissen rund um die Entstehungsgeschichte des Schlüsselromans Die Leute von Peyton Place auf, der gut zwanzig Jahre später Amerika mit seiner Schilderung von Kleinstadtvorurteilen schockierte und dessen Autorin Grace Metalious ebenfalls als unbedarfte Bewohnerin einer Gemeinde in Neuengland lebte, ehe sie ihren Roman veröffentlichte.

## Kritik
Die meisten Kritiker lobten den Wechsel von Dunne in ein anderes Rollenfach.
Variety führte aus:

„[Irene Dunne] nimmt die Hürde zum komödiantischen Fach, die schon viele dramatische Schauspielerinnen in den letzten Jahren überwunden haben, mit elegantem Schwung.“

## Auszeichnungen
Der Film ging mit zwei Nominierungen in die Oscarverleihung 1937, gewann jedoch keinen der Preise:
- Oscar/Beste Hauptdarstellerin – Irene Dunne
- Oscar/Bester Schnitt – Otto Meyer